# Mouhotia
Mouhotia is een geslacht van kevers uit de familie van de loopkevers (Carabidae). De wetenschappelijke naam van het geslacht is voor het eerst geldig gepubliceerd in 1862 door Castelnau.

## Soorten
Het geslacht Mouhotia omvat de volgende soorten:
- Mouhotia batesi Lewis, 1879
- Mouhotia convexa Lewis, 1883
- Mouhotia gloriosa Castelnau, 1862